# Raúl
Raúl är ett spanskt förnamn, motsvarande det svenska Ralf.
I den finlandssvenska namnsdagslängden har Raul namnsdag 2 augusti sedan 2005.

## Varianter
Ralph eller Rafe (engelska), Ralf (tyska), Rolf (svenska), Raoul (franska).

## Personer med namnet Raúl
- Raúl Albiol (1985–), spansk fotbollsspelare
- Raúl Alcalá (1964–), mexikansk tävlingscyklist
- Raúl Alfonsín (1927–2009), argentinsk politiker
- Raúl Anguiano (1915–2006), mexikansk konstnär
- Raúl Bravo (1981–), spansk fotbollsspelare
- Raúl Castro (1931–), kubansk kommunistisk politiker
- Raúl Héctor Castro (1916–), amerikansk politiker och diplomat
- Raúl Entrerríos (1981–), spansk handbollsspelare
- Raúl García (1986–), spansk fotbollsspelare
- "Raúl", Raúl González Blanco (1977–), spansk fotbollsspelare
- Raúl González (boxare) (1967–), kubansk boxare
- Raúl González (friidrottare) (1952–), mexikansk friidrottare
- Raúl González (handbollstränare) (1970–), spansk handbollstränare
- Raúl Grijalva (1948–), amerikansk demokratisk politiker
- Raúl Jiménez (1991–), mexikansk fotbollsspelare
- Raúl Juliá (1940–1994), puertoricansk skådespelare
- Raúl López (1980–), spansk basketspelare
- Raúl Martínez (1927–1995), kubansk konstnär, formgivare och illustratör
- Raul Meireles (1983–), portugisisk fotbollsspelare
- Raúl Ramírez (1953–), mexikansk tennisspelare
- Raúl Reyes (1948–2008), colombiansk revolutionär
- Raúl Ruiz (fotbollsspelare) (1990–), spansk fotbollsspelare
- Raúl Ruiz (regissör) (1941–2011), chilensk-fransk filmregissör
- Raul Ruiz (1972–), amerikansk demokratisk politiker
- Raúl Spank (1988–), tysk friidrottare
- Raúl Tamudo (1977–), spansk fotbollsspelare